# 流血の絆/野望篇
『流血の絆/野望篇』（りゅうけつのきずな/やぼうへん、Le Grand Pardon）は、1982年のフランスのクライム映画。ロジェ・アナン、リシャール・ベリ、ジェラール・ダルモン、ジャン＝ルイ・トランティニャン出演。日本では劇場未公開だったが、次回作『流血の絆』の公開後その前日譚としてVHSが発売された。

## ストーリー
生まれたばかりの孫の割礼式が終わり、パーティを開いていたマフィアのボス、レイモン・ベトゥーンは、パーティに来ていた医者のキャロルと知り合う。そんなときレイモンの昔なじみのラビが帰るといい、彼を説得するレイモンだったが、来たくて来たのではないと言い放ち帰ってしまう。フレディ・アンブロジが歌っているとき、警察がパーティを監視していることに気づいたレイモンと息子のモーリスたちは、普通のパーティを装うよう部下たちに命令する。レイモンは見張っていた警視に会いに行き、監視している目的を聞くと、警視は犯罪者たちがベトゥーン家に来ていることが理由だと答える。モーリスのいとこのローランドは、レイモンの部下であるペペ・アトランの娘、ヴィヴィアンヌと口げんかになるが、アレキサンダーと遊び緊張がほぐれる。そのとき、レイモンの知り合いのマニュエル・カレラスが家を訪ね、レイモンが彼のカジノを狙っていることについて脅してきた。しかしレイモンは逆に、カレラスが警察に売ったサクリスタンを脱走させたと彼に伝え、カレラスに引退を迫る。
翌日レイモンの前にサクリスタンが現れ、自分を助けた目的を尋ねられるが、レイモンは自由を楽しむようにとだけ答える。するとサクリスタンが、彼を侮辱する言葉を吐いたため、レイモンはサクリスタンに暴行を加えて、再度自由を楽しむように話す。その足でパスカルのビール工場を訪れたレイモンは、彼に自分と組むよう説得するが断られ、パスカルを恫喝し考え直すよう伝えて、ペペの店に向かう。そして会費を払っていない人物の店に行き、脅して金を払わせた後、再度パスカルを説得するが前と同じく拒まれる。一方のモーリスは、ローランドとけんかになりそうだったが、気を静めて彼を追い払う。
後日カレラスが殺害され、容疑者としてサクリスタンがあがった。その捜査で警視は、彼と関係が疑われるパスカルの工場を家宅捜索する。警視はまた、ベトゥーンと組むことが噂されているパスカルに、レイモンは情け容赦ないと忠告する。

## キャスト
| 役名                     | 俳優                           | 日本語吹替 |
| ------------------------ | ------------------------------ | ---------- |
| レイモン・ベトゥーン     | ロジェ・アナン                 | 阪脩       |
| モーリス・ベトゥーン     | リシャール・ベリ               | 江原正士   |
| ローランド・ベトゥーン   | ジェラール・ダルモン           | 菅原正志   |
| パスカル                 | ベルナール・ジロドー           | 小野健一   |
| 警視                     | ジャン＝ルイ・トランティニャン | 立木文彦   |
| ヴィヴィアンヌ・アトラン | クリオ・ゴールドスミス         |            |
| キャロル                 | アニー・デュプレー             |            |
| ジャッキー               | ジャン＝ピエール・バクリ       |            |
| フレディ・アンブロジ     | アルマン・メストラル           | 長島雄一   |
| サクリスタン             | リシャール・ボーランジェ       | 藤原啓治   |
| アルバート               | ジャン・ベンギーギ             | 広瀬正志   |
| ペペ・アトラン           | ルシアン・ラヤーニ             | 鈴木勝美   |
| サミー                   | ジャン＝クロード・ド・グロス   | 梅津秀行   |
| アレキサンダー           | アレクサンドル・アジャ         |            |
| マニュエル・カレラス     | ロベール・オッセン             |            |
| ボーリ                   | マレク・カテブ                 | 城山堅     |

## スタッフ
- 監督：アレクサンドル・アルカディ（フランス語版）
- 脚本：アレクサンドル・アルカディ、ダニエル・サンタモン
- 製作：アリエル・ゼトゥン
- 製作総指揮：ロベール・バンミュッサ
- 撮影監督：ベルナール・ジツェルマン
- プロダクションデザイナー：ジャック・ビュフノワール
- 編集：ジョエル・ヴァン・エフェンテール
- 衣裳デザイン：クリスチャン・ガスク
- 音楽：セルジュ・フランクリン